# British Hard Court Championships 1972
British Hard Court Championships 1972, також відомий за назвою спонсора як Rothmans British Hard Court Championships, - чоловічий і жіночий тенісний турнір, що проходив на відкритих кортах з ґрунтовим покриттям The West Hants Club у Борнмуті (Англія). Належав до серії Grand Prix і мав категорію B class. Тривав з 8 до 13 травня 1972 року. Боб Г'юїтт і Івонн Гулагонг здобули титул в одиночному розряді.

## Фінальна частина

### Чоловіки. Одиночний розряд
Боб Г'юїтт —  П'єр Бартез 6–2, 6–4, 6–3

### Одиночний розряд. Жінки
Івонн Гулагонг —  Гельга Ніссен Мастгофф 6–0, 6–4

### Парний розряд. Чоловіки
Боб Г'юїтт /  Фрю Макміллан —  Іліє Настасе /  Йон Ціріак 8–6, 6–2, 3–6, 4–6, 6–4

### Парний розряд. Жінки
Івонн Гулагонг /  Гелен Гурлей —  Бренда Кірк /  Бетті Стов 7–5, 6–1